# Фрода, Александру
Александру Фрода (16 июля 1894, Бухарест, Румыния – 7 октября 1973, Бухарест, Румыния) — румынский математик, внёсший значительный вклад в математический анализ, алгебру, теорию чисел и классическую механику. В 1929 году доказал теорему, позже названную в его честь.

## Биография
Александру Фрода родился в Бухаресте в 1894 году. В 1927 он окончил Университет Естественных наук (сейчас Математический факультет Бухарестского университета). Получил степень кандидата наук в Парижском университете в 1929. В 1946 году был избран президентом Румынского математического общества, а спустя два года возглавил Факультет физики и математики в Бухарестском университете и получил профессорскую степень.

## Научная деятельность
Главная сфера интересов Фроды - математический анализ. Его первая серьёзная работа была посвящена проблеме множества разрывов вещественнозначной функции действительной переменной. В теореме, приведённой там, Фрода доказывает, что множество простых разрывов вещественной функции действительной переменной всегда счётно.
В своей статье в 1936 году он доказал, что функция, на которую опирается теорема должны быть измерима.
В теории алгебраических уравнений Фрода открыл новый метод решения уравнений с комплексными коэффициентами.
В 1929 году Димитрие Помпей предположил, что любая непрерывная функция с двумя действительными переменными постоянна, если интеграл от неё постоянен. В этом же году Фрода доказал это, однако позже стало ясно, что оба учёных ошибались, и предположение было неверным.
В 1907 году Димитрие Помпей представил общественности пример непрерывной функции с ненулевой производной, обращающейся в ноль на каждом интервале. Используя эти наработки, Фрода находит новый путь решения проблемы, поставленной Михаилом Лаврентьевым в 1925 году: существует ли функция с двумя переменными, где дифференциальное уравнение {\displaystyle dy=f(x,y)dx} будет иметь как минимум два решения, проходящих через каждую точку плоскости.
В теории чисел, кроме проблемы рациональных треугольников, Фрода также рассмотрел и доказал несколько условий, при которых действительное число, являющееся пределом рациональной сходящейся последовательности, может быть иррациональным.
В 1937 году Фрода доказал теорему Борсука — Улама.